# 슈윙거 효과

강한 일정한 전기장이 존재할 경우 전자(e^{−})와 양전자(e^{+})는 자발적으로 생성된다.

슈윙거 효과(영어: Schwinger effect)는 강한 전기장에 의해 물질이 생성되는 예측된 물리 현상이다. 이는 자우터-슈윙거 효과(Sauter–Schwinger effect), 슈윙거 메커니즘(Schwinger mechanism) 또는 슈윙거 쌍생성(Schwinger pair production)으로도 불린다. 이는 양자 전기역학(QED)의 예측으로, 전기장이 존재할 때 전자-양전자 쌍이 자발적으로 생성되어 전기장의 붕괴를 야기한다. 이 효과는 1931년 프리츠 자우터에 의해 처음 제안되었으며 1936년 베르너 하이젠베르크와 한스 하인리히 오일러에 의해 추가적인 중요한 연구가 수행되었다. 그러나 1951년에 이르러서야 줄리언 슈윙거가 완전한 이론적 설명을 제공했다.
슈윙거 효과는 전기장이 존재할 때의 진공 붕괴로 생각할 수 있다. 진공 붕괴라는 개념이 무(無)에서 무언가가 생성된다는 것을 시사하지만, 물리적 보존 법칙은 그럼에도 불구하고 준수된다. 이를 이해하려면 전자와 양전자가 서로의 반입자이며, 전하가 반대인 것을 제외하고는 동일한 특성을 가진다는 점에 유의해야 한다.
에너지를 보존하기 위해 전기장은 전자-양전자 쌍이 생성될 때 {\displaystyle 2m_{\text{e}}c^{2}}만큼 에너지를 잃는다. 여기서 {\displaystyle m_{\text{e}}}는 전자의 정지 질량이고 {\displaystyle c}는 빛의 속력이다. 전자-양전자 쌍은 전하적으로 중성이므로 전하는 보존된다. 선형 및 각운동량은 각 쌍에서 전자와 양전자가 반대 속도와 스핀으로 생성되므로 보존된다. 실제로 전자와 양전자는 (거의) 정지 상태에서 생성된 다음 전기장에 의해 서로에게서 가속될 것으로 예상된다.

## 수학적 설명

슈윙거 쌍생성과 관련된 무한한 파인만 도형 집합.

일정한 전기장에서의 슈윙거 쌍생성은 단위 부피당 일정한 속도로 발생하며, 일반적으로 {\displaystyle \Gamma }로 나타낸다. 이 속도는 슈윙거에 의해 처음 계산되었으며 선행 (한 고리) 차수에서 다음과 같다.
{\displaystyle \Gamma ={\frac {(eE)^{2}}{4\pi ^{3}\hbar ^{2}c}}\sum _{n=1}^{\infty }{\frac {1}{n^{2}}}\exp \left\{-{\frac {\pi m^{2}c^{3}n}{\hbar eE}}\right\}}
여기서 {\displaystyle m}은 전자의 질량, {\displaystyle e}는 기본 전하, {\displaystyle E}는 전기장 세기이다. 이 공식은 {\displaystyle e^{2}}에 대한 테일러 급수로 확장될 수 없으며, 이 효과의 비섭동적 특성을 보여준다. 파인만 도형의 관점에서, 슈윙거 쌍생성 속도는 아래에 표시된 무한한 수의 도형들을 합산함으로써 유도할 수 있다. 이 도형들은 하나의 전자 고리와 어떠한 수의 외부 광자 다리(각각 에너지가 0인)를 포함한다.

## 실험적 전망
원래의 양자 전기역학 슈윙거 효과는 필요한 전기장 세기가 극도로 강하기 때문에 아직 관측되지 않았다. 쌍생성은 전기장 세기가 슈윙거 한계보다 훨씬 낮을 때 기하급수적으로 느리게 발생하며, 이는 대략 1018 V/m에 해당한다. 현재 및 계획된 레이저 시설로는 이만큼 강한 전기장 세기를 구현하는 것이 불가능하므로, 과정을 가속화하고 관측에 필요한 전기장 세기를 줄이기 위한 다양한 메커니즘이 제안되었다.
시간 의존적 전기장에서는 쌍생성 속도가 크게 증가할 수 있으며, 따라서 익스트림 라이트 인프라스트럭처와 같은 고강도 레이저 실험을 통해 연구가 진행되고 있다. 또 다른 가능성은 강한 전기장을 생성하는 고전하 핵을 포함하는 것이다.
전자기 이중성에 의해, 자기장에서 동일한 메커니즘은 만약 존재한다면 자기 홀극을 생성해야 한다. 대형 강입자 충돌기를 사용한 MoEDAL 실험의 탐색에서는 홀극이 검출되지 않았으며, 분석 결과 95% 신뢰 수준에서 홀극 질량의 하한이 75 GeV/c2로 나타났다.
2022년 1월, 안드레 가임이 이끄는 국립 그래핀 연구소의 연구원들과 여러 다른 협력자들은 육방정계 질화 붕소(G/hBN) 위에 있는 그래핀의 초격자와 뒤틀린 이중층 그래핀(TBG)의 디랙점에서 전자와 양공 사이의 유사 과정을 관찰했다고 보고했다. 제너-클라인 터널링(제너 터널링과 클레인 터널링의 혼합)으로 해석하는 것도 사용된다. 2023년 6월, 파리의 고등사범학교 연구원들과 그들의 협력자들은 1D 기하학의 도핑된 그래핀 트랜지스터에서 슈윙거 쌍생성 속도를 정량적으로 측정했다고 보고했다.

## 같이 보기
- 슈윙거 한계
- 진공 편극
- 윌링 퍼텐셜
- 오일러-하이젠베르크 라그랑지언
- MoEDAL 실험